# 1871 en Suisse
Chronologie de la Suisse
- 1867
- 1868
- 1869
- 1870
- 1871
- 1872
- 1873
- 1874
- 1875

Chronologie de la Suisse
1870 en Suisse - 1871 en Suisse - 1872 en Suisse

## Gouvernement au1erjanvier 1871
- Conseil fédéral[1]
  - Karl Schenk (PRD), président de la Confédération
  - Emil Welti (PRD), vice-président de la Confédération
  - Paul Ceresole (PRD)
  - Jakob Dubs (PRD)
  - Melchior Josef Martin Knüsel (PRD)
  - Jean-Jacques Challet-Venel (PRD)
  - Wilhelm Matthias Naeff (PRD)

## Évènements

### Février
Mercredi 1er février 
- Retraite de l'armée du général Bourbaki aux Verrières (NE). 87 000 hommes épuisés et malades seront internés en Suisse, au terme d’un accord portant le nom de Convention des Verrières.

### Mars
Dimanche 5 mars 
- Décès à Genève, à l’âge de 87 ans, du théologien Jean-Jacques-Caton Chenevière.

 Jeudi 9 mars 
- Décès à Veysonnaz (VS), du peintre d’origine alsacienne Charles Frédéric Brun, dit Le Déserteur.
- Une fête de la victoire célébrée par les Allemands est perturbée à la Tonhalle de Zurich.

 Mercredi 22 mars 
- Collision de chemin de fer à Colombier lors d’un transport d’internés français. 23 passagers et un conducteur de locomotive perdent la vie.

 Mercredi 29 mars 
- Décès à Château-d'Œx (VD), à l’âge de 62 ans, de Johann Jakob Hauswirth, découpeur de papier.

### Avril
Lundi 17 avril 
- Décès à Zurich, à l’âge de 78 ans, de David Nüscheler, homme de lettres et historien militaire.

 Lundi 24 avril 
- Décès à Versailles, à l’âge de 58 ans, du peintre Karl Girardet.

### Mai
Dimanche 21 mai 
- Inauguration du premier chemin de fer de montagne d'Europe entre Vitznau et le Rigi (LU).

 Mercredi 31 mai 
- Décès à Sienne (Toscane), à l’âge de 39 ans du zoologue René-Edouard Claparède.

### Juin
Dimanche 4 juin 
- Naissance à Morges (VD), du peintre et dessinateur Louis Soutter.

 Mardi 13 juin 
- Décès à La Chaux-de-Fonds (NE), à l’âge de 67 ans, du pharmacien Célestin Nicolet, ancien président de la Société helvétique des sciences naturelles.

 Dimanche 18 juin 
- Décès à Bucarest (Roumanie), à l’âge de 30 ans, du voyageur, photographe et mécène Gabriel de Rumine.

### Juillet
Vendredi 21 janvier 
- L’alpiniste anglaise Lucy Walker est la première femme à atteindre le sommet du Cervin.
- Un incendie détruit partiellement le village de Bassecourt (JU).

### Octobre
Dimanche 1er octobre 
- Premier numéro de La Liberté, quotidien publié à Fribourg.

 Mardi 17 octobre 
- Décès à Genève, à l’âge de 68 ans, du philhellène Elie-Ami Bétant.